# Дружина (Якутия)
Дружина — упразднённое село (в 1947—1975 годы — рабочий посёлок) в Абыйском улусе Якутии. Исключено из учётных данных в 1998 году.

## География
Расположено на реке Индигирке в 50 км юго-западнее Белой Горы. Село Дружина находится в сейсмоопасной зоне.

## История
Основано в 1937 году во время освоения реки Индигирки и формирования Индигирского пароходства. Являлось районным центром Абыйского района. Частые подтопления села и сильные наводнения в 1951, 1959, 1968 годах подтолкнули руководство к переносу районного центра в место с более эффективным социально-экономическим развитием. Районный центр из Дружины перенесли в 1974 году.
Постановлением Правительства Республики Саха (Якутия) от 29 сентября 1998 года № 443 пос. Дружина, административно подчинённый п. Белая Гора, исключен из учётных данных административно-территориального деления.

## Население
| 1959 | 1970  | 1989 |
| ---- | ----- | ---- |
| 1258 | ↗1626 | ↘10  |

## Известные жители
Аскольд Евгеньевич Суровецкий (род. 31 января 1942, Дружина) — советский и российский тренер по пауэрлифтингу.